# St. Laurentius (Schweina)

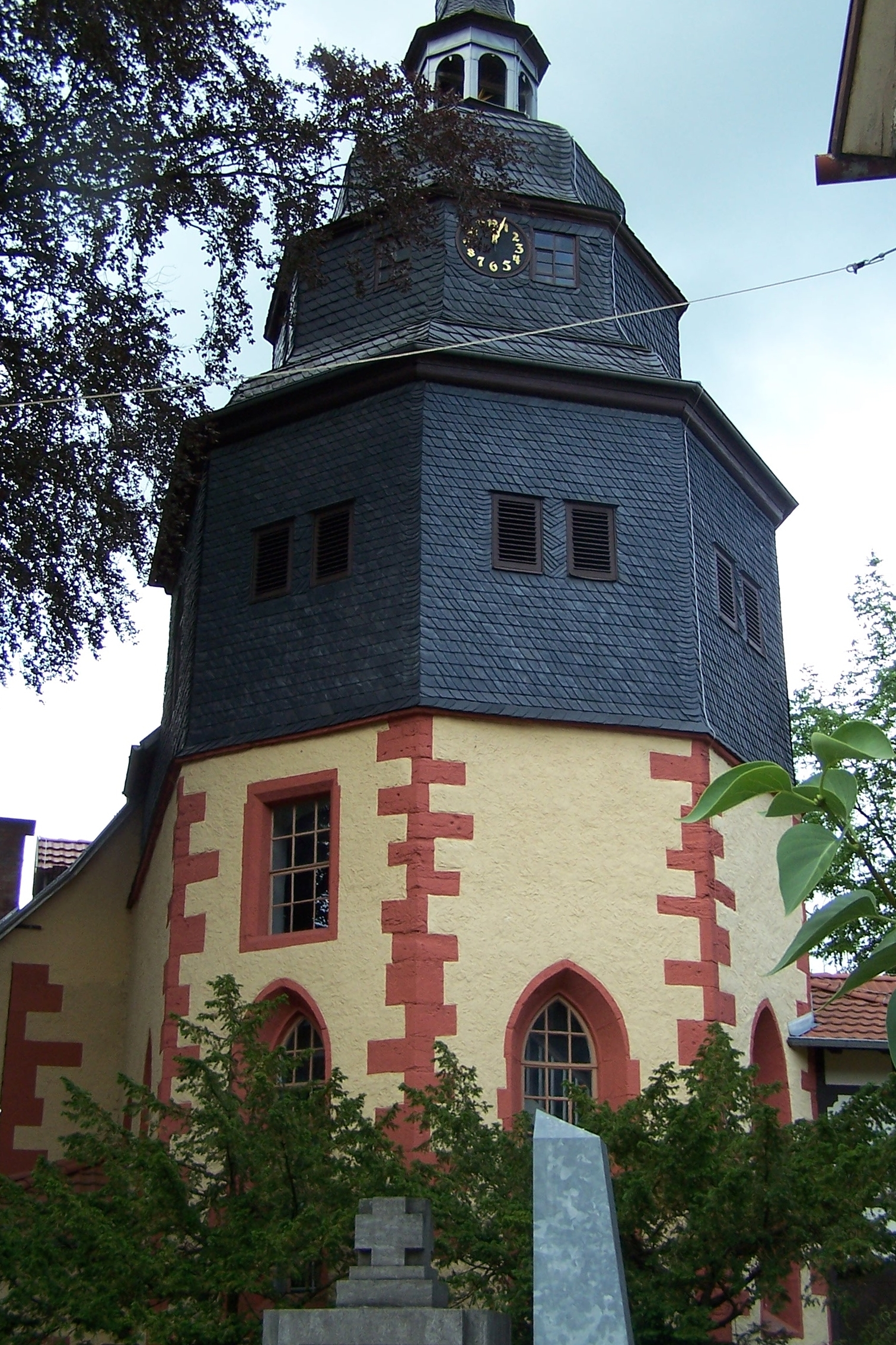
Die Laurentiuskirche von Osten (2011)

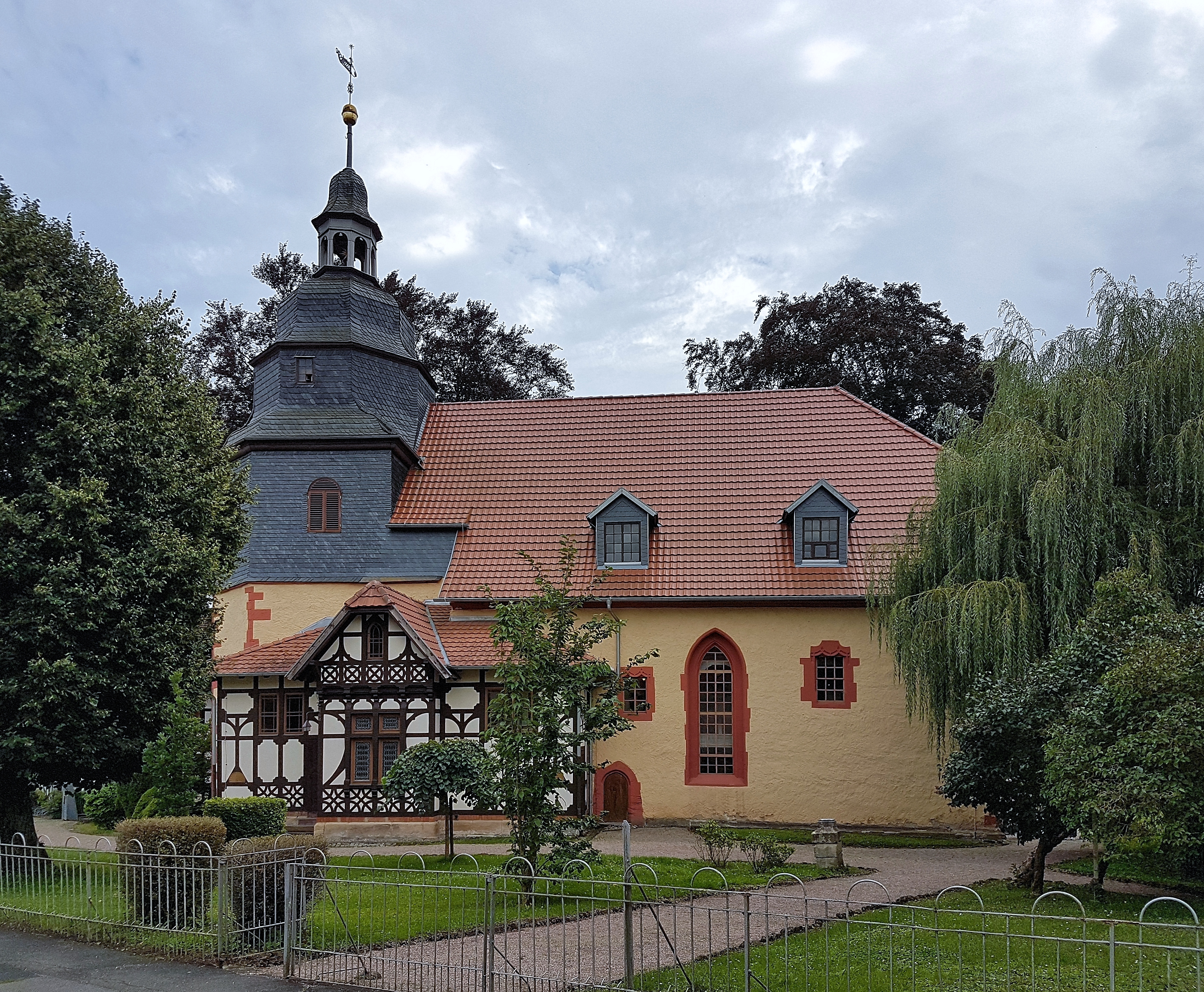
Die Laurentiuskirche von Norden (2023)

Die evangelisch-lutherische Kirche St. Laurentius steht im Ortsteil Schweina der Stadt Bad Liebenstein im Wartburgkreis in Thüringen.

## Geschichte
Vor dem 14. Jahrhundert besaß Schweina bereits eine Kirche der heiligen Katharina. Später wurde sogar ein Pfarrer nachgewiesen.
Im Jahr 1513 legte die Kirchengemeinde den Grundstein für das jetzige Gotteshaus. Sie hatte einen viereckigen Kirchturm mit kleinen beschieferten Eckhelmen, was Ausdruck der Gerichtsbarkeit darbot. Am 17. Dezember 1634 wurden dieser Turm und der Altarraum durch Krieger dieser Zeit zerstört. Es blieben nur noch die Umfassungsmauern der Kirche als Relikte.
Der damalige Pfarrer Hattenbach führte nicht nur die Gläubigen aus der Not, sondern begann nach einem Jahr der Zerstörung der Kirche mit dem Wiederaufbau. 1652/1653 wurden der Altarraum und Turm wieder neu nach heutigem Erscheinungsbild erbaut. Bereits 1888 erhielt diese Kirche eine neue Orgel. 1667 wurden die Glocken angeschafft, die nicht mehr existieren, aber andere dafür läuten. Eine Vielzahl von Wohltätigkeiten an der Vervollkommnung des Gotteshauses wurde durch Gläubige geschaffen.
Im Jahre 1705 erfolgte eine Innenrenovierung der Kirche. Man baute Emporen ein. Auch die Kanzel erhielt damals ihren heutigen Standort. Das Orgelprospekt mit seinen Holzschnitzereien schuf ein Kaltennordheimer Meister. Die Orgel jedoch ist ein Werk der Familie Strebel aus Nürnberg. Die Kirchenuhr kam um diese Zeit aus Bayern nach hier.
Zu Beginn des 19. Jahrhunderts waren neue Renovierungen erforderlich, zum Beispiel das Dach, Emporenbrüstungen, Bänke und Anstrich der Kirchenschiffshalle waren erforderlich.

## Nach 1989
Die Kunstwerke erhielten Schutzgitter. Im Winter 2007/2008 wurde im Kirchendach ausgedehnter Hausschwammbefall entdeckt. Viele spendeten und halfen das Übel zu beseitigen. Die Bauarbeiten kosteten etwa 100.000 Euro, wobei Fördermittel mitgeflossen sind.
|  |  |